# توماس ولش
توماس ولش (بالإنجليزية: Thomas Welsh)‏ هو ضابط أمريكي، ولد في 5 مايو 1824 في كولومبيا في الولايات المتحدة، وتوفي في 14 أغسطس 1863 في سينسيناتي في الولايات المتحدة.